# Salama Saghir
Salama Saghir (arab. سلامة صغير) – wieś w Syrii, w muhafazie Aleppo, w dystrykcie Ajn al-Arab. W 2004 roku liczyła 649 mieszkańców.